# Джеллейтли, Роберт
Роберт Джеллейтли (родился в 1943 году) — канадский учёный; известный специалист по истории современной Европы, особенно периода Второй мировой войны и Холодной войны.

## Образование и карьера
Получил степень бакалавра искусств и бакалавра педагогических наук, а также степень магистра в Мемориальном университете Ньюфаундленда и степень доктора философии в Лондонской школе экономики.
Свою профессиональную карьеру начал в Корнеллском университете, затем занимал должности в Университете Западного Онтарио и Университете Кларка, где был профессором истории Холокоста в фонде семьи Штрасслер. С 2003 года является профессором истории имени Эрла Рэя Бека в Университете штата Флорида.
Часто читает лекции о Второй мировой войне и Холодной войне.

## Труды
Последняя работа Джеллейтли — «Stalin’s Curse: Battling for Communism in War and Cold War» (Knopf (March 5, 2013)). Опубликовал сборник документов Леона Голденсона, касающихся Нюрнбергских процессов над военными преступниками 1945—1946 годов, в книге «The Nuremberg Interviews: An American Psychiatrist’s Conversations With The Defendants and Witnesses» (Alfred A. Knopf, 2004).
Среди других его книг — «Backing Hitler: Consent and Coercion in Nazi Germany, 1933—1945» (Oxford University Press, 2001). Книга была опубликована на немецком, голландском, испанском, чешском, португальском и итальянском языках.
В книге « Backing Hitler: Consent and Coercion in Nazi Germany, 1933—1945» Джеллейтли утверждает, что гестапо на самом деле не было таким всепроникающим, как его описывают. Гестапо насчитывало всего 32 000 человек на всё население Германии, и это явно ограничивало его влияние. В Ганновере было всего 42 офицера гестапо. Джеллейтли утверждает, что атмосфера террора и страха поддерживалась доносами со стороны простых немцев, которые сообщали нацистским властям о любой подозрительной «антинацистской» деятельности. По словам Геллатели, именно эти доносы стали причиной большинства судебных преследований, поскольку в Саарбрюккене 87,5 % случаев «клеветы на режим» были связаны с доносами. Это уменьшило роль гестапо в поддержании страха и террора во всем Третьем рейхе, однако оно по-прежнему оставалось мощным инструментом Гитлера и продолжало обеспечивать необходимый нацистскому режиму уровень безопасности.
Совместно со специалистом по России Шейлой Фицпатрик отредактировал сборник эссе «Accusatory Practices: Denunciation in Modern European History, 1789—1989» (University of Chicago Press, 1997). Вместе со своим коллегой Натаном Штольцфусом (также из Университета штата Флорида) стал соредактором сборника под названием «Social Outsiders in Nazi Germany» (Princeton University Press, 2001). Совместно с Беном Кирнаном, директором программы по изучению геноцида в Йельском университете, стал соредактором книги «The Specter of Genocide: Mass Murder in Historical Perspective» (Cambridge University Press, 2003).
Профессор Джеллейтли является обладателем многочисленных исследовательских наград, включая гранты Фонда Александра фон Гумбольдта в Германии и Совета по исследованиям в области социальных и гуманитарных наук Канады . Многие из написанных или отредактированных им книг используются в качестве учебников в колледжах по всей территории США.

## Избранные труды
- Lenin, Stalin and Hitler: The Age of Social Catastrophe, Knopf, 2007, ISBN 140003213X
- "The Gestapo and German Society: Political Denunciation in the Gestapo Case Files",  The Journal of Modern History[англ.] Vol. 60, No. 4, December 1988.
- The Gestapo and German Society: Enforcing Racial Policy 1933—1945 (Oxford University Press, 1991)
- «Denunciations in Twentieth-Century Germany: Aspects of Self-Policing in the Third Reich and the German Democratic Republic», The Journal of Modern History Vol. 68, No. 4, December 1996.
- Coedited with Sheila Fitzpatrick, Accusatory Practices: Denunciation in Modern European History, 1789—1989 (University of Chicago Press, 1997)
- Backing Hitler: Consent and Coercion in Nazi Germany (Oxford University Press, 2002)
- Stalin’s Curse: Battling for Communism in War and Cold War (Vintage, 2013)
- Hitler’s True Believers: How Ordinary People Became Nazis (Oxford University Press, 2020)